# عامل (رياضيات)
العامل هو أحد أطراف عملية ضرب ضمن صيفة رياضية. فمثلا الجداء 5x4 يضم عاملين هما 5 و 4. تعميل صيغة جبرية ما هو كتابتها على شكل جداء، وذلك بالاستعانة مثلا بالمتطابقات الهامة.